# قاسم أباد (شمس أباد)
قاسم أباد (بالفارسية: قاسم‌آباد) هي قرية تقع في إيران في مركزي. يقدر عدد سكانها بـ 879 نسمة .